# Nepi (cognome)
Nepi è un cognome di lingua italiana.

## Varianti
Nepesini, Neppi.

## Origine e diffusione
Cognome tipicamente centrale, è presente prevalentemente in Toscana.
Potrebbe derivare dal toponimo Nepi. È portato perlopiù da una comunità ebraica originaria di Nepi e cacciata dallo Stato Pontificio nel XVI secolo.

## Persone
- Graziadio Nepi – medico e rabbino italiano
- Gualtiero Nepi – uomo politico italiano